# ደ
Cette page contient des caractères éthiopiques. En cas de problème, consultez Aide:Unicode ou testez votre navigateur.
ደ (« dä ») est un caractère utilisé dans l'alphasyllabaire éthiopien comme symbole de base pour représenter les syllabes débutant par le son /d/.

## Usage
L'écriture éthiopienne est un alphasyllabaire ou chaque symbole correspond à une combinaison consonne + voyelle, organisé sur un symbole de base correspondant à la consonne et modifié par la voyelle. ደ correspond à la consonne « d » (ainsi qu'à la syllabe de base « dä »). Les différentes modifications du caractères sont les suivantes :
- ደ : « dä »
- ዱ : « du »
- ዲ : « di »
- ዳ : « da »
- ዴ : « dé »
- ድ : « de »
- ዶ : « do »
- ዷ : « dwa »

ደ est le 19e symbole de base dans l'ordre traditionnel de l'alphasyllabaire.

## Historique

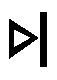
Caractère « d » de l'alphabet arabe méridional.

Le caractère ደ est dérivé du caractère correspondant de l'alphabet arabe méridional.

## Variantes
ደ possède une variante affriquée, ጀ.

## Représentation informatique
- Dans la norme Unicode, les caractères sont représentés dans la table relative à l'éthiopien[1] :
  - ደ : U+12F0, « syllabe éthiopienne dä »
  - ዱ : U+12F1, « syllabe éthiopienne dou »
  - ዲ : U+12F2, « syllabe éthiopienne di »
  - ዳ : U+12F3, « syllabe éthiopienne da »
  - ዴ : U+12F4, « syllabe éthiopienne dé »
  - ድ : U+12F5, « syllabe éthiopienne de »
  - ዶ : U+12F6, « syllabe éthiopienne do »
  - ዷ : U+12F7, « syllabe éthiopienne dwa »